# La Hora (Uruguay)
La Hora fue un periódico cooperativo uruguayo de la década de 1980.

## Historia
Vinculado al Partido Comunista del Uruguay, La Hora también nucleó a otros sectores del Frente Amplio.
Su equipo de redacción incluyó a Jorge Pasculli, Pedro Cribari, Toto Augustiniak, Elsa Altuna, Juan Charbonier. Contó con la colaboración de Alfredo Gravina, Elder Silva, Roberto López Belloso, Raúl "Flaco" Castro, Juan Carlos Legido, Fernando Cabrera, Antonio Ladra y Claudio Invernizzi, entre otros.
En 1989 deja de circular y se fusiona con El Popular, naciendo La Hora Popular, que se publicaría hasta 1991.